# Lawe Stul
Lawe Stul is een bestuurslaag in het regentschap Aceh Tenggara van de provincie Atjeh, Indonesië. Lawe Stul telt 380 inwoners (volkstelling 2010).